# 11779 Zernike
A 11779 Zernike (ideiglenes jelöléssel 4197 T-3) a Naprendszer kisbolygóövében található aszteroida. Cornelis Johannes van Houten,  Ingrid van Houten-Groeneveld és Tom Gehrels fedezte fel 1977. október 16-án.